# Caesar Scharff
Caesar Scharff (* 22. Dezember 1864 in Hamburg; † 21. Oktober 1902 in Alt-Rahlstedt) war ein deutscher Bildhauer. Scharff war Mitglied des etablierten Hamburger Künstlervereins von 1832, hatte aber auch Kontakt zum moderneren Hamburgischen Künstlerklub von 1897. Stilistisch sind seine Werke dem Jugendstil zuzuordnen.

## Werke und Aktivitäten

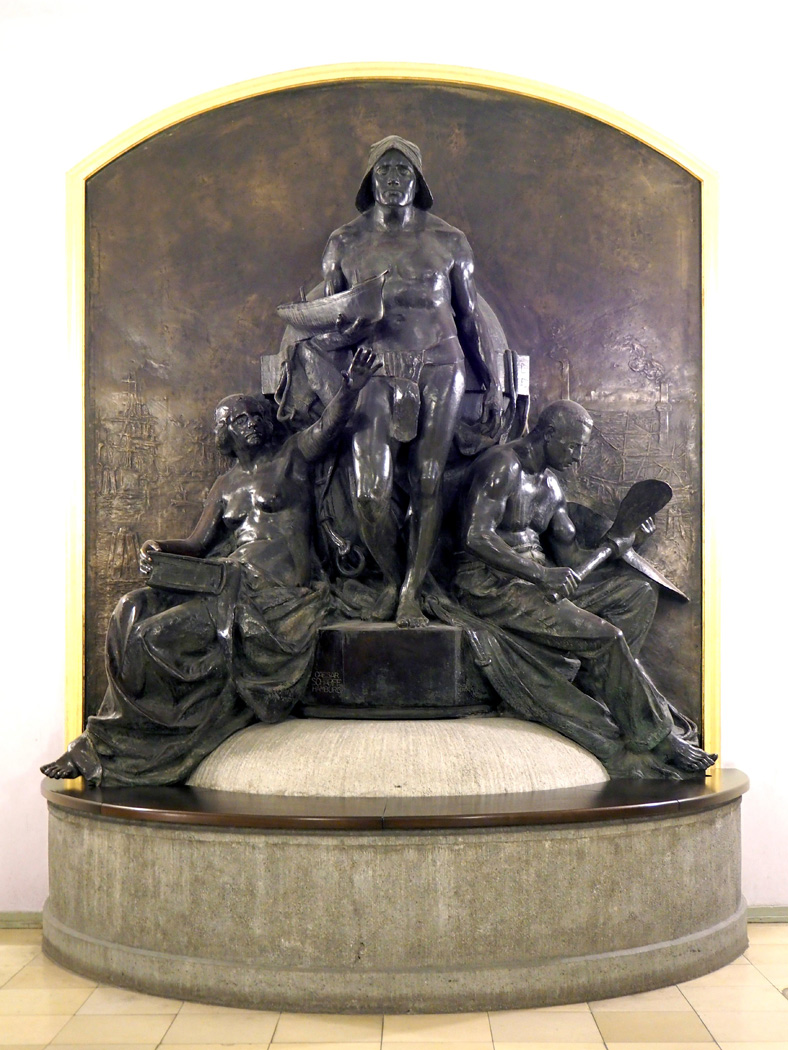
Denkmal für die Reederei Laeisz in der Eingangshalle des Laeiszhofs

Scharffs Schaffensschwerpunkt war die Friedhofskunst, viele seiner Skulpturen stehen auf dem Ohlsdorfer Friedhof in Hamburg. Mit der freizügigen Darstellung seiner Figuren erregte er Aufsehen. Deren erotische Ausstrahlung wurde vielfach als der Trauerkultur unangemessen empfunden.
- 1898 Bronzerelief auf dem Grabmal von Heinrich Köstlin (kniende Skulptur verschwunden[1])
- 1898/99 Bronzerelief auf dem Grabmal Soltau[A 2]
- 1899 Bronzerelief auf dem Grabstein der Familie Gottfried Holthusen
- 1900 Bronzerelief auf dem Grabstein der Familie Georg Heinrich Wehber
- 1900 Sandsteingrabwand der Familie Hansing
- 1900 Bronzeplatte an der Stele für Familie Prochownick
- 1900 Herausgabe des Bildbands: Der Hamburger Friedhof und sein plastischer Grabschmuck
- 1901 Teilnahme am Wettbewerb zum Bismarckdenkmal (4. Preis)
- 1901 Grabmal der Familie Diederichsen
- 1901 Grabmal der Familie Hausen
- 1901 Grabmal der Familie Wellge (2011 gestohlen[2])
- 1903 Denkmal für die Reederei Laeisz

Auswahl Friedhof Ohlsdorf:

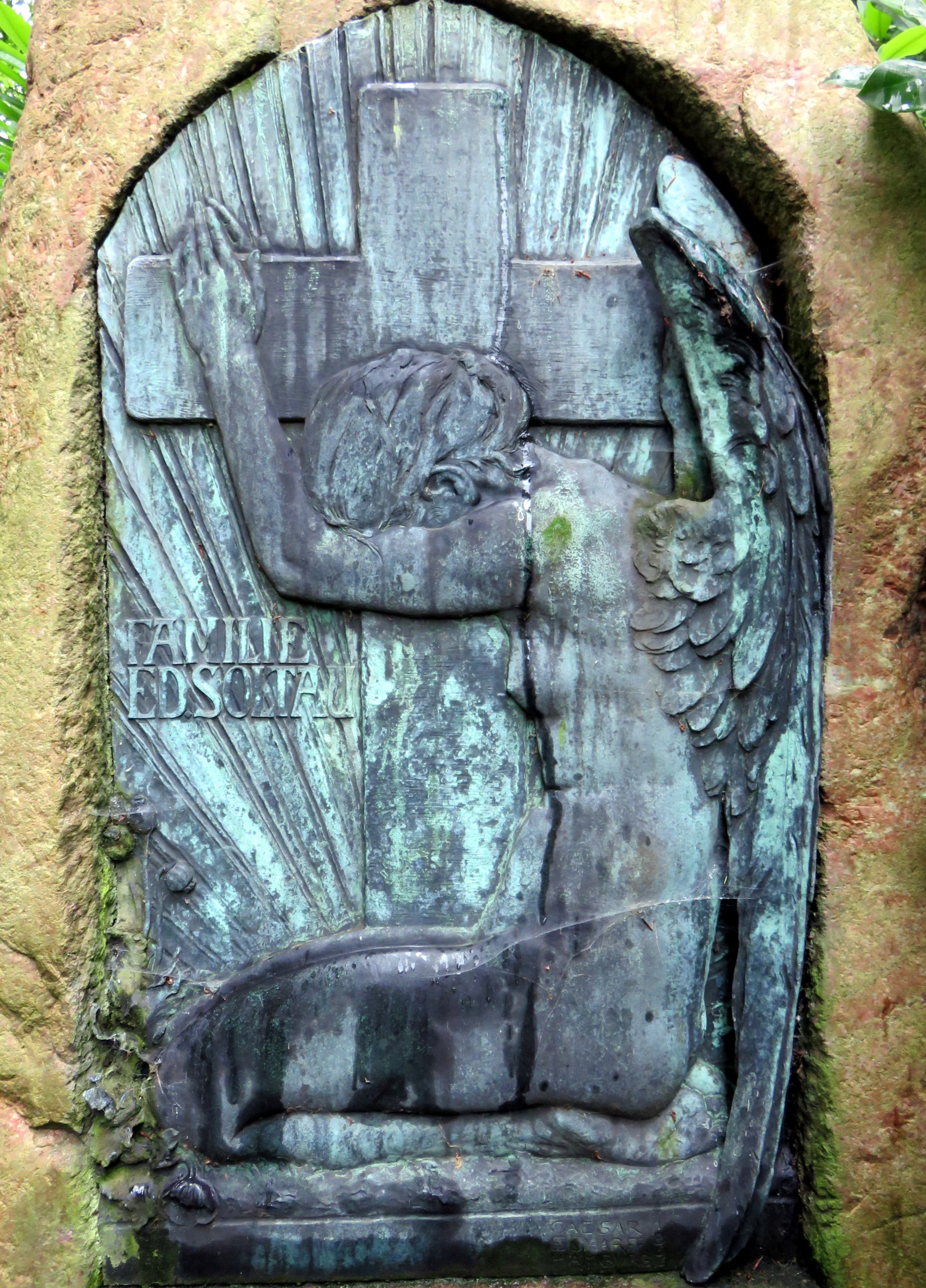
Bronze-Relief Soltau
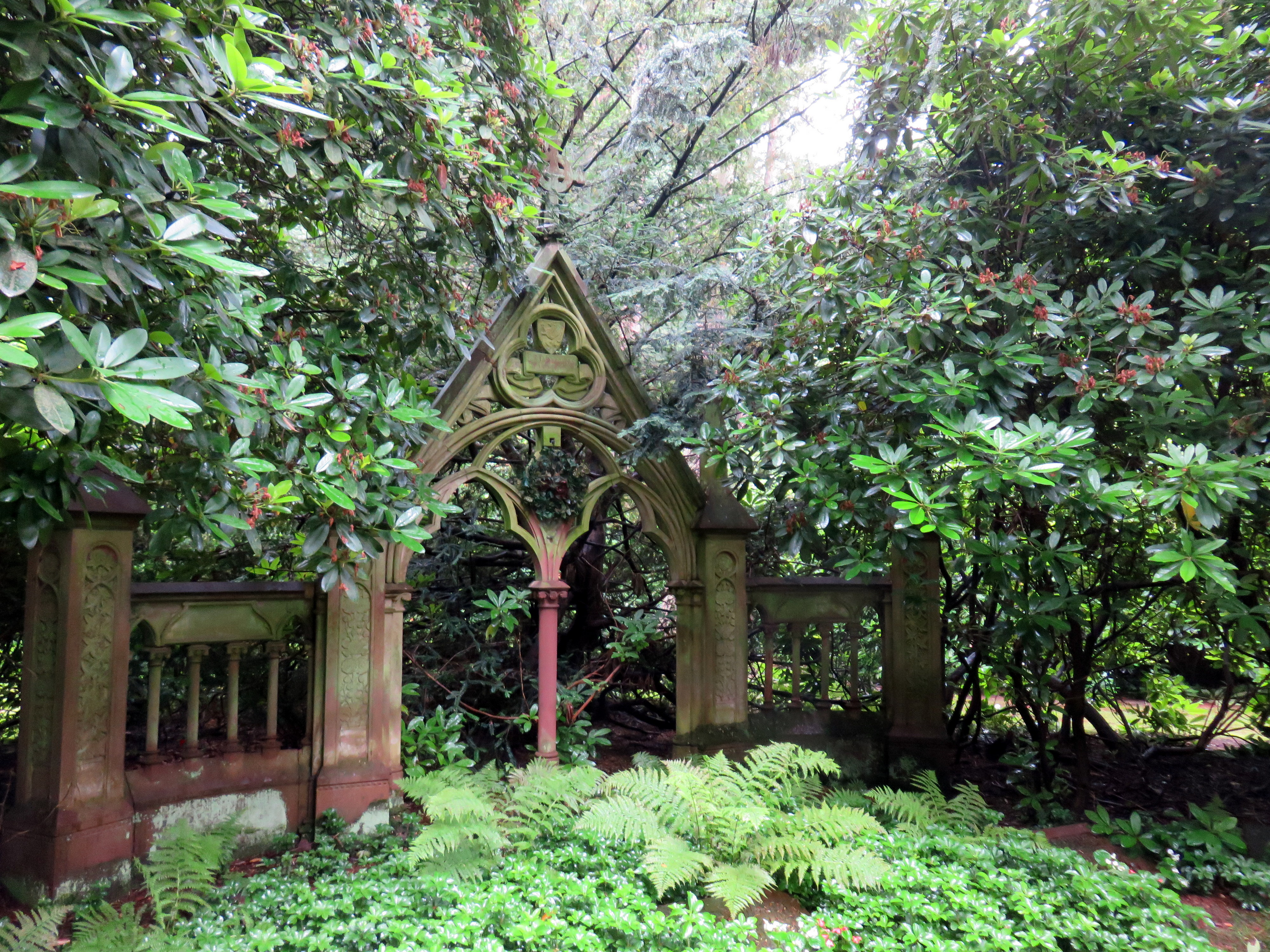
Grabwand Hansing (roter Sandstein)
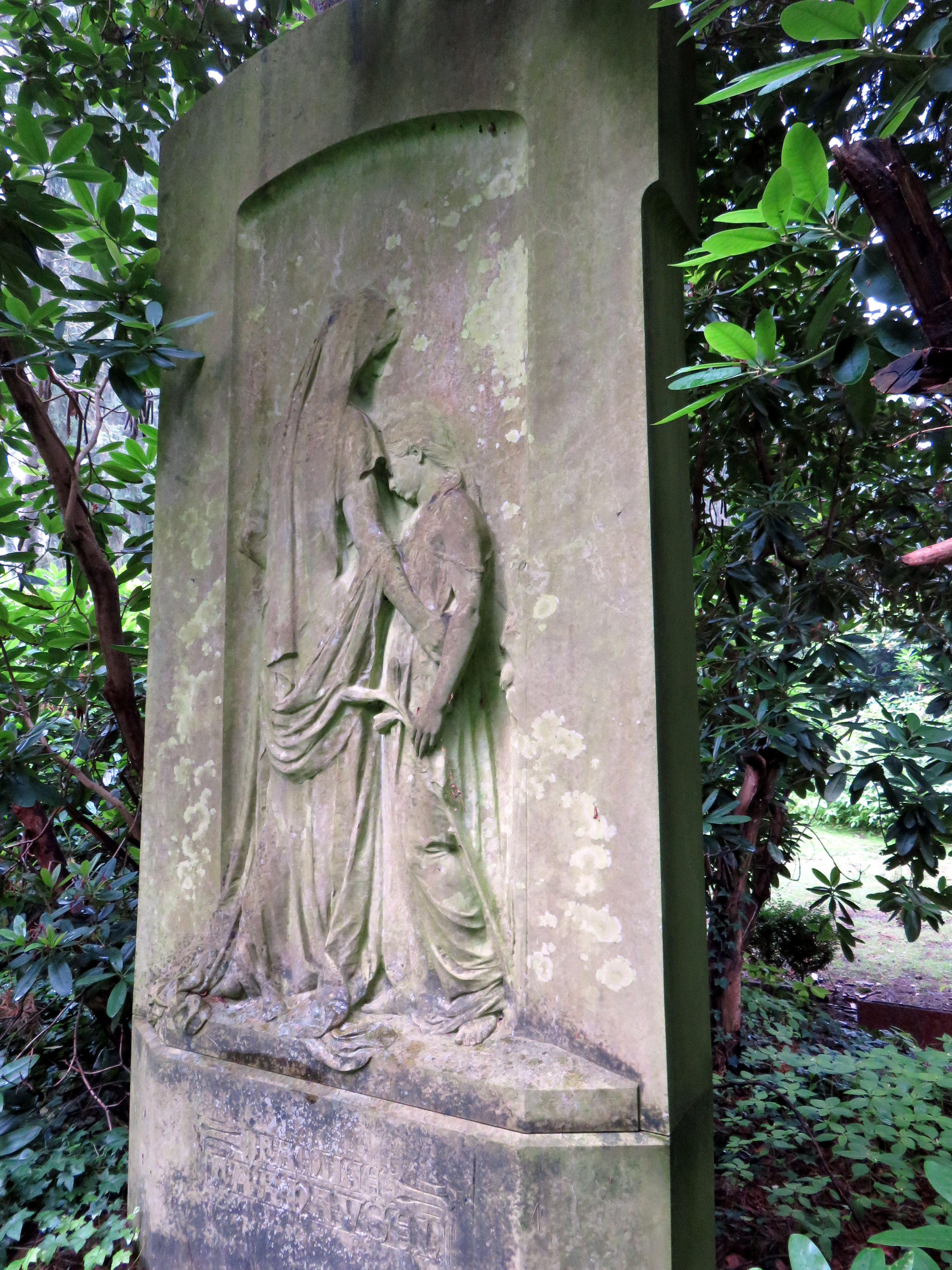
Marmor-Grab Hausen
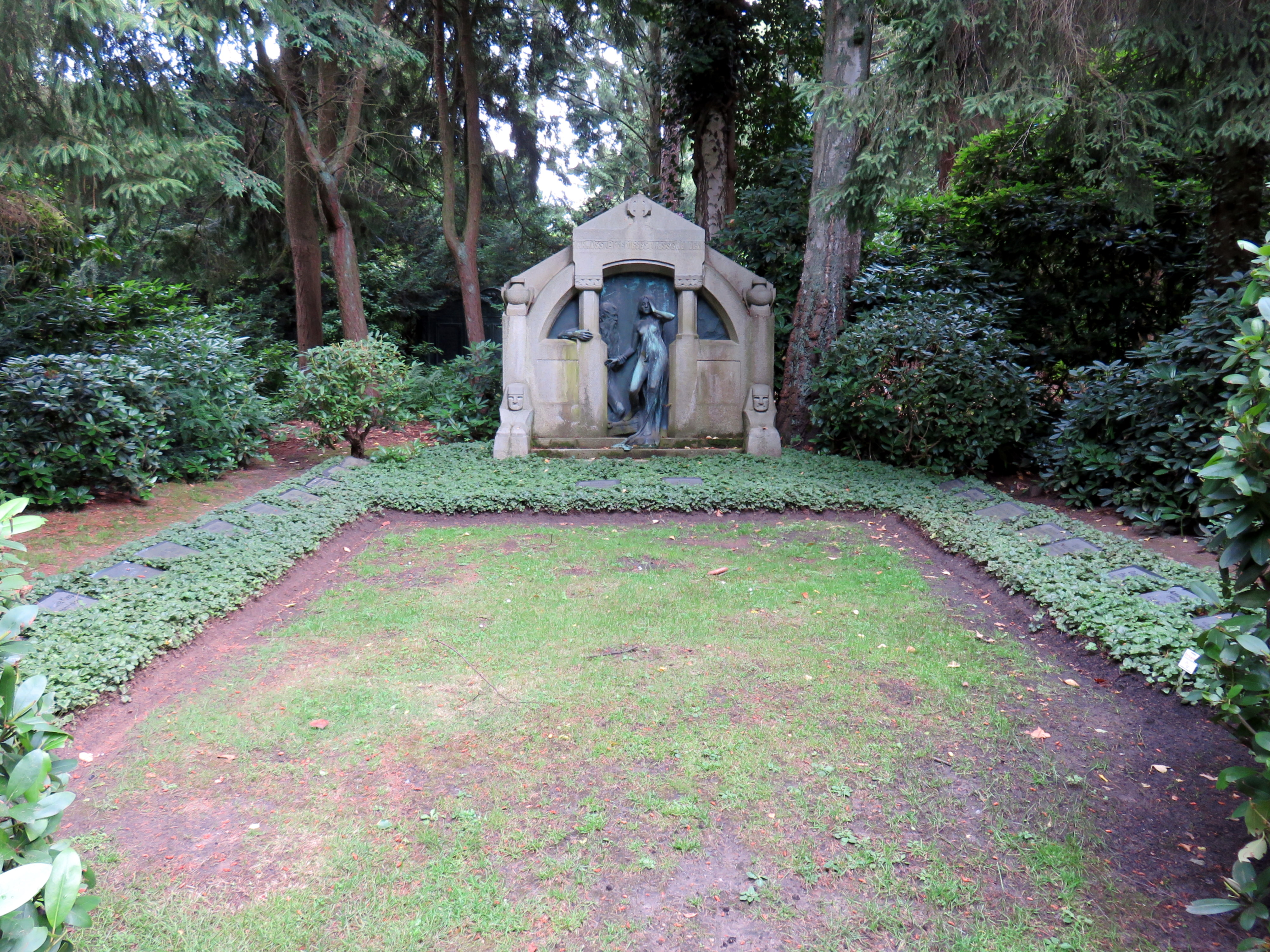
Granit/Bronze-Grabmal Diederichsen
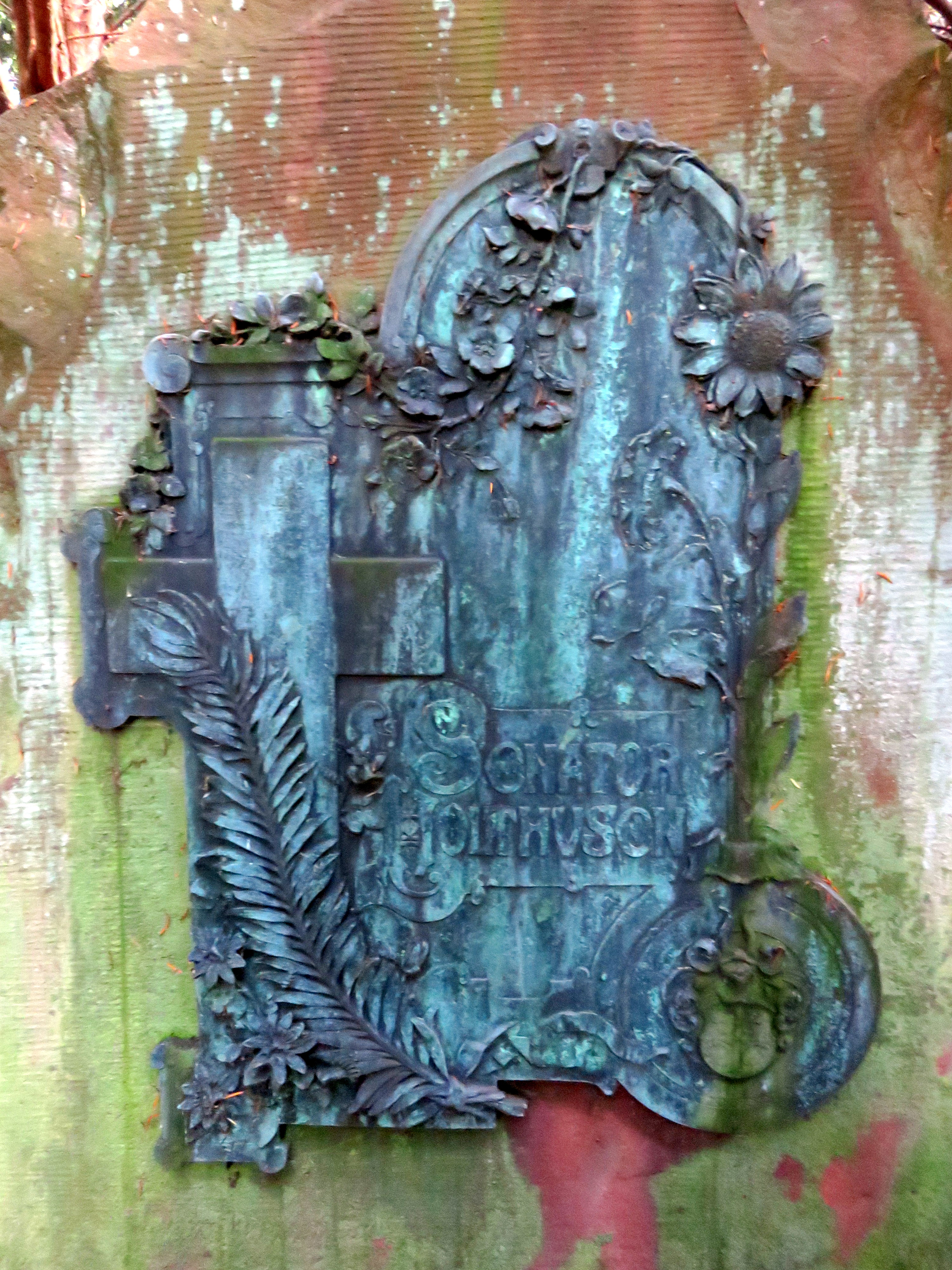
Bronze-Relief Holthusen

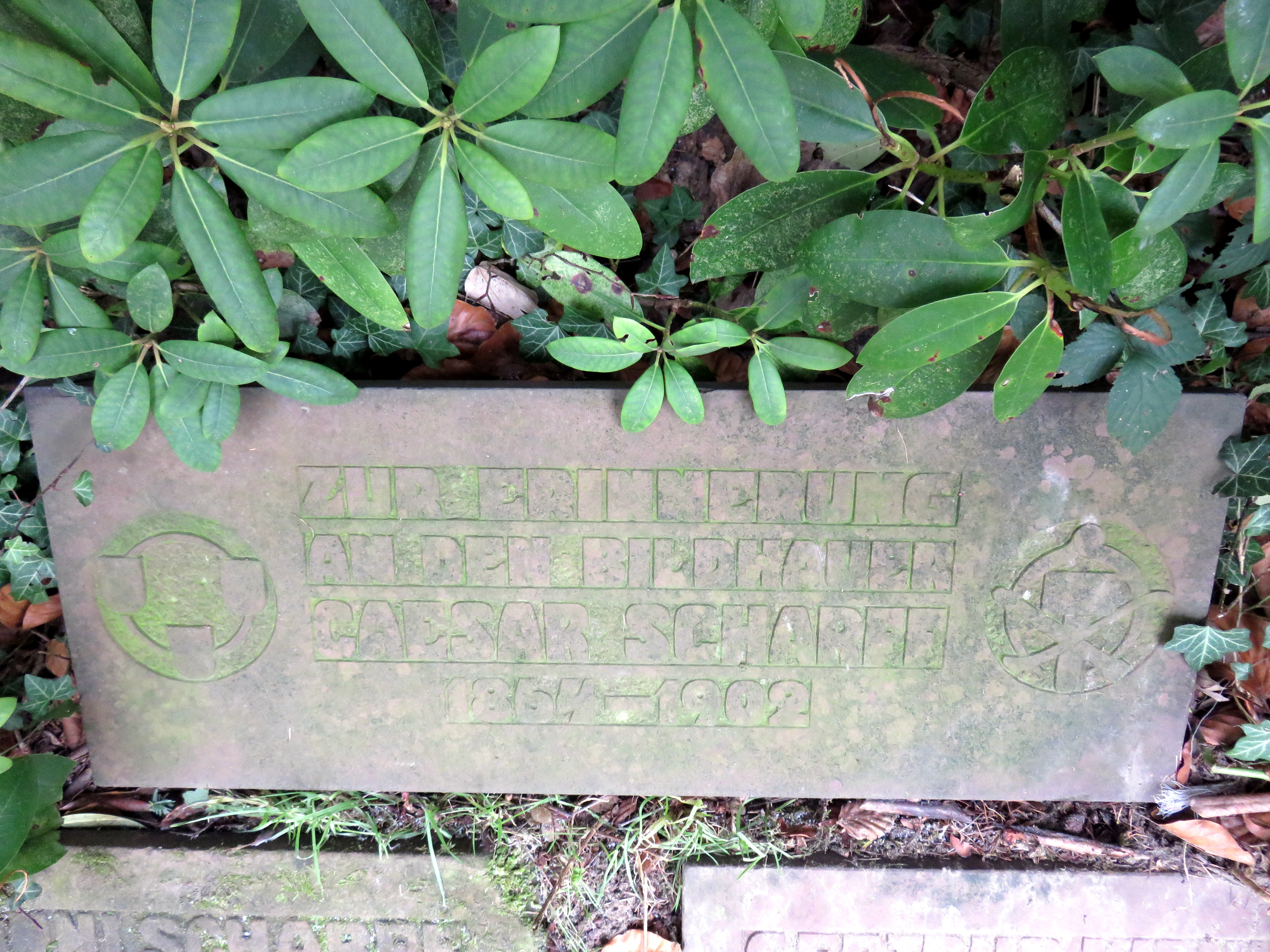
Kissenstein „Zur Erinnerung an den Bildhauer Caesar Scharff“ auf dem Friedhof Ohlsdorf

Cäsar Scharff wurde ebenfalls auf dem Ohlsdorfer Friedhof beigesetzt, sein Kissenstein befindet sich im Planquadrat H 11 unmittelbar neben der Grabstätte Jaffé.